# إجازة (شعر)
الإجازة في الشعر، هي الجمع بين رويَّين مختلفين في المخرج، نحو «عبيدُ وعريقُ» أو «شاربُ – وقاتلُ». وهي أحد عيوب القافية الستة التي هي: الإيطاء  ، والتضمين، والإقواء، والإصراف، والإكفاء، والسناد.

## القافية الشعرية
القافية الشعرية هي الحروف الواقعة بين آخر حرف في البيت وأول حرف متحرك قبل الساكنين مع الحرف الأخير في البيت.
وعيوبها على نوعين:
- أحدهما: يلاحِظُ الرويَّ وحركته المجرى.[4]
- والآخر: يلاحظ ما قبل الروي من الحروف والحركات، ويسمى السِّناد.[4]

فعيوب الرويِّ ستة: الإكْفاء، والإجازة (وهما يقعان في الروي)، والإقْواء، والإصراف (وهما يختصان بالمجرى)، والإيطاء والتضمين (وهما ملحقان بهذه العيوب).
- الإكْفاء: هو أن يُؤتَى في البيتين من القصيدة بروي مُتجانِس في المخرج لا في اللفظ، نحو «شارح – وشارخ» أو «فارس – وقارص».[4]
- الإجازة: هي الجمع بين رويَّين مختلفين في المخرج، نحو «عبيدُ وعريقُ» أو «شاربُ – وقاتلُ».[4]
- الإقواء: هو تحريك المجرى بحركتين مختلفتين غير متباعدتين، مثل الكسرة والضمة في قولك «فوارسِ – ومدارسُ».[4]
- الإصراف: هو الجمع بين حركتين مختلفتين متباعدتين، كالفتحة والضمة في قولك: «قدرُ – وعبرا»، والفتحة والكسرة في قولك: «رداءَ – وبناءِ».[4]
- الإيطاء: هو إعادة اللفظة ذاتها بلفظها ومعناها، وإنما يجوز بمعنى مختلف نحو «إنسان» للرجل، ولناظر العين، وأجازوا إعادة اللفظة ذاتها بمعناها بعد سبعة أبيات.[4]
- التضمين: هو تعلق ما فيه قافية بأخرى، وهو قبيح إن كان مما لا يتم الكلام بدونه، ومقبول إذا كان فيه بعض المعنى لكنه يُفسَّر بما بعده.[4]

ومن التضمين المستهجن قول النابغة في مديح قوم:
فعلق لفظة «إني» بالبيت الثاني، وهو مردود.